# Geografie Jemenu

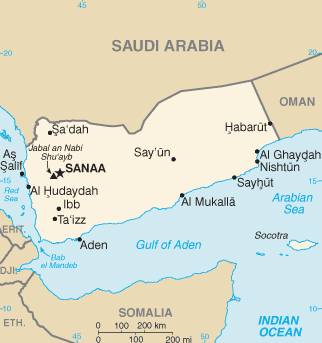
Mapa Jemenu

Jemen leží v Jihozápadní Asii na nejjižnějším cípu Arabského poloostrova. Na severu sousedí se Saúdskou Arábií a na východě s Ománem. Ze západu je obklopen Rudým mořem a z jihu Indickým oceánem, respektive Adenským zálivem a na jihovýchodě také částečně Arabským mořem. Nachází se tedy u jedné z nejatraktivnějších a nejfrekventovanějších námořních tras na světě. Jemen se rozkládá na celkové ploše 527 970 km², a to včetně ostrovů Perim na jižním konci Rudého moři a Sokotra ležícího na rozhraní mezi Adenským zálivem a Arabským mořem. V této rozloze je započítáno také sporné území Hanišských ostrovů ležící v Rudém moři, jež je sporným územím mezi Jemenem a Eritreou (viz níže). Pozemní hranice Jemenu je dlouhá 1 746 km, z toho 1 458 km zaujímá hranice se Saúdskou Arábií a 288 km s Ománem.

## Povrch

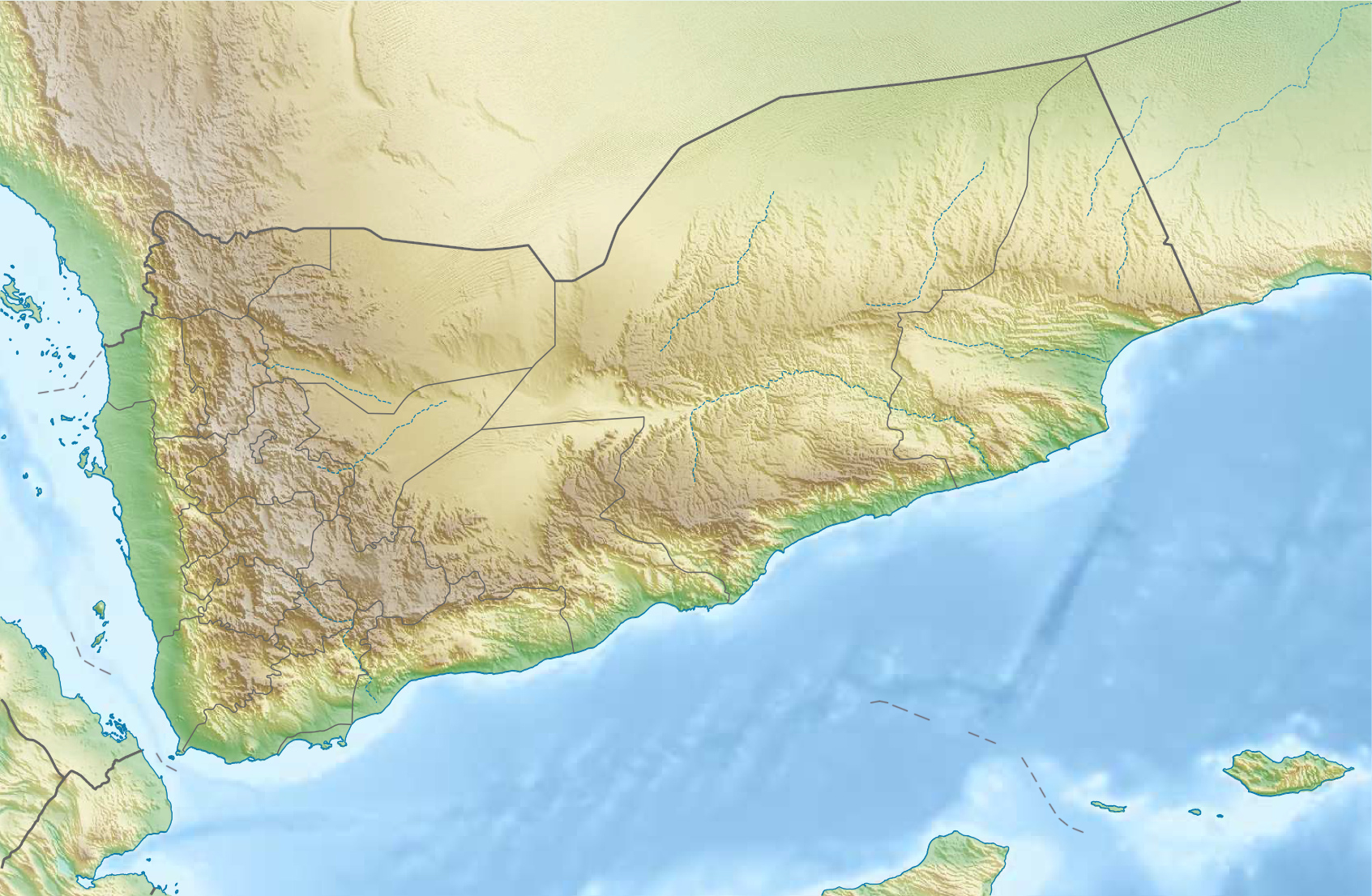
Fyzická mapa Jemenu

V severovýchodní části Jemenu se rozprostírá Arabská plošina, kterou převážně pokrývá Velká arabská poušť (Rub al-Chálí). V západní část země se nacházejí Jemenské hory, které tvoří nejjižnější část Saravátu - rozsáhlého horského pásma, které pokračuje dále na sever až do severozápadní části Saúdské Arábie. Nachází se zde řada hor jejichž nadmořská výška přesahuje 3000 m n. m., nejvyšším vrcholem Jemenu a celého Saravátu je Nabí Šu'ajb, který měří 3 666 m n. m. Pohoří se podél západního pobřeží Rudého moře prudce svažuje k úzké a dlouhé pobřežní nížině zvané Tiháma, kterou pokrývá nehostinná a velmi horká polopoušť. V horských oblastech jsou rozšířeny četná vádí, respektive horské říčky, které díky extrémně vysokým teplotám a výparu se odpaří a nedotečou tedy do moře. 3 % tvoří orná půda, 33 % pastviny, 4 % lesy a zbylých 60 % zaujímají především pouště a polopouště.

## Podnebí

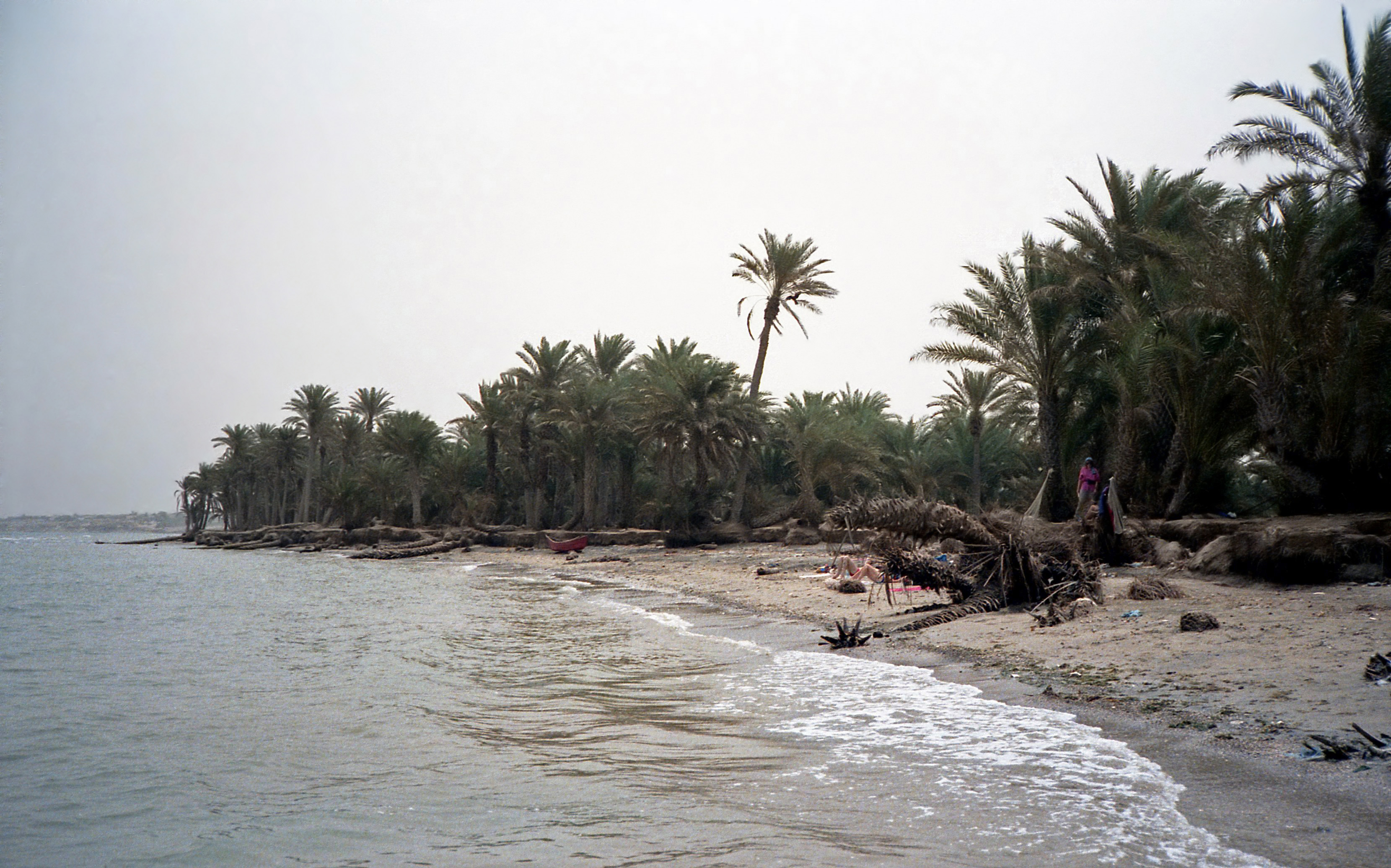
Tihamah

Teploty jsou v Jemenu obecně velmi vysoké, a to především v pobřežních nížinách. V oblasti Tihámy, západní pobřežní nížiny, přesahují maximální teploty 50 °C ve stínu a vlhkost vzduchu se zde pohybuje mezi 50 až 70 procenty. V okolí Adenu se pohybují průměrné lednové teploty okolo 26 °C, v červnu tento průměr stoupá až na 33 °C. V Jemenských horách je v průběhu léta více srážek a průměrná teplota se v okolí hlavního města pohybuje kolem 20 °C. V zimě zde panuje mírné podnebí s průměrnými teplotami okolo 13 °C, nejnižší zimní teploty se v horách dostávají pod bod mrazu. Srážky jsou zde omezené, ovšem významným faktorem je zde výšková členitost, kdy v nejnižších oblastech vysočiny dosahují průměrné roční srážky okolo 100 mm za rok až po nejvyšší horské oblasti, kde průměrné roční srážky přesahují 1000 mm, což je nejvíce na celém Arabském poloostrově. Oproti tomu není neobvyklé, že v severních pouštních oblastech nejsou zaznamenané srážky několik let v kuse.

## Přírodní zdroje

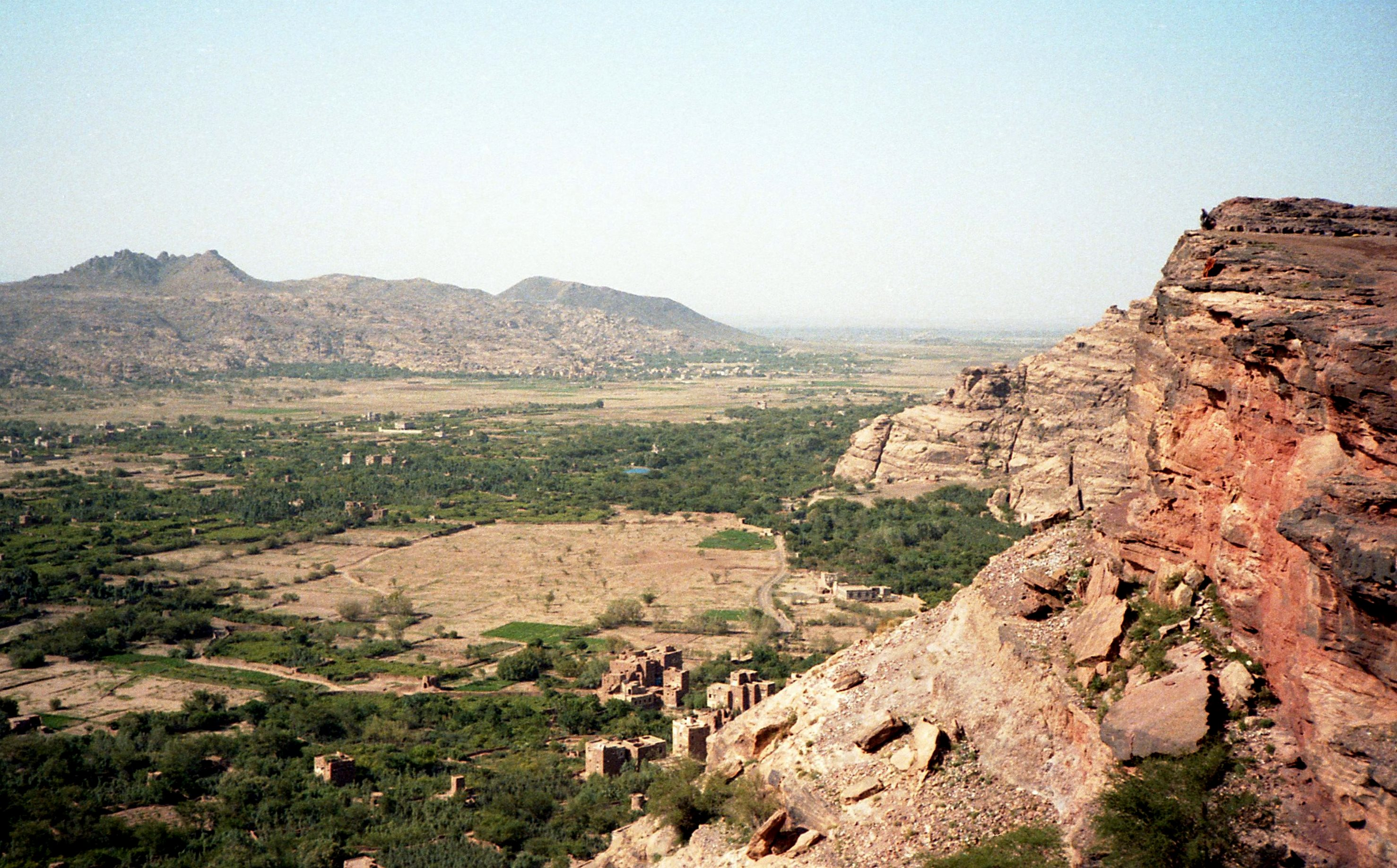
Vádí Dhar

Za nejdůležitější přírodní zdroje Jemenu, lze jednoznačně považovat zásoby ropy a zemního plynu, objevené v 80. letech minulého století a nacházející se na západě země, stejně tak jako i většina průmyslové či zemědělské výroby. Mezi ostatní přírodní zdroje patří především ryby a mořské plody, kamenná sůl, mramor, fosfáty a menší ložiska černého uhlí, zlata, olova, niklu a mědi.

## Pobřeží a námořní nároky
Jemen má 1 906 km dlouhé pobřeží, jež omývají vody Rudého moře, Adenského zálivu a Arabského moře. Problém ovšem tkví v uznávání teritoriálních vod. Přestože mezinárodní dohody stanovují teritoriální vody států do 3 námořních mil od pobřežní čáry, Jemen si je nárokuje až do vzdálenosti 12 námořních mil (22 km) od pobřežní čáry a pásmo výlučné ekonomické zóny až do vzdálenosti 200 námořních mil (370 km).

## Sporná území
Jemen má daleko do historie sahající spory se svými sousedy, tedy Saúdskou Arábií a Ománem. V roce 2000 však došlo k důležitému průlomu ve vztazích mezi Jemenem a Saúdskou Arábií. Byla podepsána smlouva o Jiddah, která stanovuje souřadnice pozemní i námořní hranice včetně východních pouštních částí, které potenciálně obsahují zásoby ropy. Napětí mezi těmito dvěma zeměmi pokleslo, byly zřízeny společné pohraniční hlídky.
Mnohem složitější situace stále panuje ve vztazích s Eritreou. Přestože byly Mezinárodním soudem v roce 1999 Hanišské ostrovy přiznány Jemenu, Eritrea tento verdikt neuznala, stále si ostrovy nárokuje a úmyslně porušuje rybářské teritorium Jemenu.